# 隆卡維察鄉 (卡拉什-塞維林縣)
隆卡維察鄉（羅馬尼亞語：Comuna Luncavița, Caraș-Severin），是羅馬尼亞的鄉份，位於該國西南部，由卡拉什-塞維林縣負責管轄，面積59平方公里，海拔高度512米，2007年人口2,810，人口密度每平方公里47人。